# Vaudesincourt
Vaudesincourt ist eine französische Gemeinde mit 106 Einwohnern (Stand: 1. Januar 2022) im Département Marne in der Region Grand Est (vor 2016: Champagne-Ardenne). Die Gemeinde gehört zum Arrondissement Reims und zum Kanton Mourmelon-Vesle et Monts de Champagne.

## Geographie
Vaudesincourt liegt etwa 33 Kilometer ostnordöstlich des Stadtzentrums von Reims an der Suippe. Umgeben wird Vaudesincourt von den Nachbargemeinden Saint-Martin-l’Heureux im Norden und Nordwesten, Dontrien im Norden, Saint-Souplet-sur-Py im Osten, Aubérive im Süden sowie Prosnes im Westen und Südwesten.

## Bevölkerungsentwicklung
| Jahr                       | 1962 | 1968 | 1975 | 1982 | 1990 | 1999 | 2006 | 2012 | 2018 |
| Einwohner                  | 135  | 143  | 124  | 114  | 118  | 116  | 116  | 88   | 96   |
| Quellen: Cassini und INSEE |      |      |      |      |      |      |      |      |      |

## Sehenswürdigkeiten

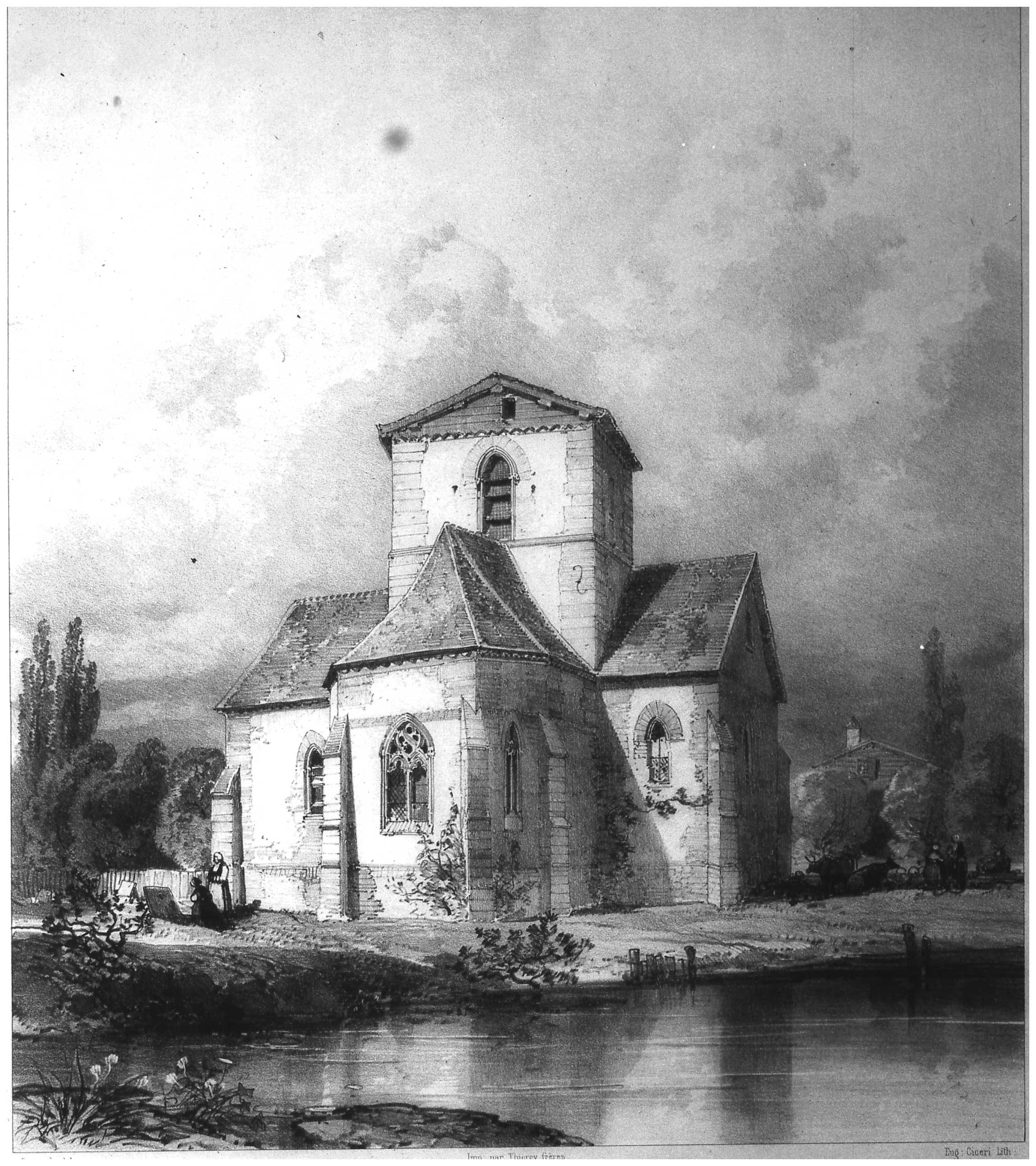
Kirche Saint-Remi (Zeichnung 1857)

- gallorömische Nekropole
- Kirche Saint-Remi